# A magyar jégkorong-válogatott mérkőzései 1946-ban
Az év két válogatott mérkőzésén Ausztriával csapott össze a magyar jégkorong-válogatott. Az első összecsapás a válogatott első győzelmét hozta az osztrákok ellen, míg a visszavágón a szomszédok teljesen átalakított csapattal fölényes győzelmet arattak a csődöt mondott hazaik felett.

## Eredmények
Barátságos mérkőzés
| 83. mérkőzés 1946. január 27. 12:00 (CET) | Magyarország                 | 8 – 1           | Ausztria | Budapest, Városligeti Műjégpálya Nézőszám: 3000 Játékvezetők: Csöngey Hűvös |
| 83. mérkőzés 1946. január 27. 12:00 (CET) | Miklós Bán Szamosi Elek Tele | (3:0, 2:1, 3:0) | Walter   | Budapest, Városligeti Műjégpálya Nézőszám: 3000 Játékvezetők: Csöngey Hűvös |

Barátságos mérkőzés
| 84. mérkőzés 1946. december 29. 11:30 (CET) | Magyarország      | 3 – 11          | Ausztria                                           | Budapest, Városligeti Műjégpálya Nézőszám: 2000 |
| 84. mérkőzés 1946. december 29. 11:30 (CET) | Elek Szamosi Tele | (0:4, 1:5, 2:2) | Feistritzer Zehetmayer Csöngey Nowak Demmer Walter | Budapest, Városligeti Műjégpálya Nézőszám: 2000 |

## Külső hivatkozások
- Népsport